# Marie-Luce Penchard
Pour les articles homonymes, voir Penchard.
Marie-Luce Penchard, née le 14 février 1959 à Gourbeyre (Guadeloupe), est une femme politique française.
Entre 2009 et 2012, elle est secrétaire d'État puis ministre chargée de l'Outre-mer. Elle est conseillère régionale de la Guadeloupe depuis 2010 (vice-présidente du conseil régional depuis 2015) et maire de Basse-Terre de 2014 à 2020.

## Enfance et études
Marie-Luce Penchard est la fille de Lucette Michaux-Chevry, figure de la droite guadeloupéenne, qui a notamment occupé plusieurs fonctions gouvernementales et parlementaires sous la Cinquième République.
Elle effectue sa scolarité au pensionnat de Versailles à Basse-Terre, chez les sœurs de Saint-Joseph de Cluny jusqu'au CM1, puis elle entre au lycée Gerville-Réache. Elle obtient en 1980 une maîtrise de sciences économiques à l'université Antilles-Guyane.

## Carrière professionnelle

### En Guadeloupe
Attachée à l'office départemental du tourisme de la Guadeloupe de 1978 à 1980, elle occupe les trois années suivantes le poste d'adjoint au chef du service foncier de la société d'équipement de la Guadeloupe. De 1983 à 1986, elle exerce la fonction de chef du bureau des affaires européennes au conseil général de la Guadeloupe.

### Au conseil général de l'Essonne
À son arrivée en France métropolitaine, elle exerce les fonctions de sous-directrice de l'environnement au sein de la direction de l'aménagement, de l'environnement et des transports de 1991 à 1994 puis de directrice des interventions culturelles, associatives et sportives au sein du conseil général de l'Essonne de 1994 à 1999,.
Au conseil général de l'Essonne, elle travaille, en tant que directrice des affaires culturelles, avec Jean de Boishue, nommé chargé de mission auprès du Premier ministre François Fillon en mai 2007.

### Au conseil général des Yvelines
En 1999, Marie-Luce Penchard est appelée par le président du conseil général des Yvelines, Franck Borotra, ancien ministre de l'Industrie, de la Poste et des Télécommunications du gouvernement Juppé II de 1995 à 1997. Il lui confie les responsabilités de sous-directrice des espaces territoriaux d’action sociale et médico-sociale puis de sous-directrice de la prévision du recrutement et de la formation au sein de la direction des ressources humaines au conseil général des Yvelines.
Promue administratrice territoriale en décembre 2004, elle devient directrice adjointe des ressources humaines au département des Yvelines en 2007.
Avant de quitter ce département en décembre 2007 pour rejoindre la présidence de la République, elle exerce ses missions sous l’autorité de Pierre Bédier, président du conseil général et ancien secrétaire d'État à la Justice du gouvernement Raffarin II.

### À l'Élysée
Chargée de mission à l’Élysée pour l’Outre-mer en 2007, elle devient en 2008 conseillère technique chargée de l'Outre-mer, et est nommée secrétaire nationale de l'UMP chargée de l'Outre-mer, en remplacement de Michel Diefenbacher. En janvier 2009, elle est nommée conseillère politique de l'UMP. Elle s’engage en faveur de la départementalisation de Mayotte et se rend sur place avec le député Jean Lassalle pour participer à la campagne référendaire.

## Parcours politique

### Élections européennes de 2009
Elle est désignée tête de liste UMP pour la circonscription Outre-Mer aux élections européennes de 2009, mais elle est défaite par le socialiste Patrice Tirolien. Le Figaro qualifie cette défaite de « revers » étant donné qu'elle n'a rassemblé, dans son propre département, que 23,2 % des suffrages contre 51,4 % pour la liste Europe Écologie, qu'avait soutenue Gabrielle Louis-Carabin, dans un contexte d'abstention massive (85,4 %).

### Secrétaire d'État puis ministre chargée de l'Outre mer

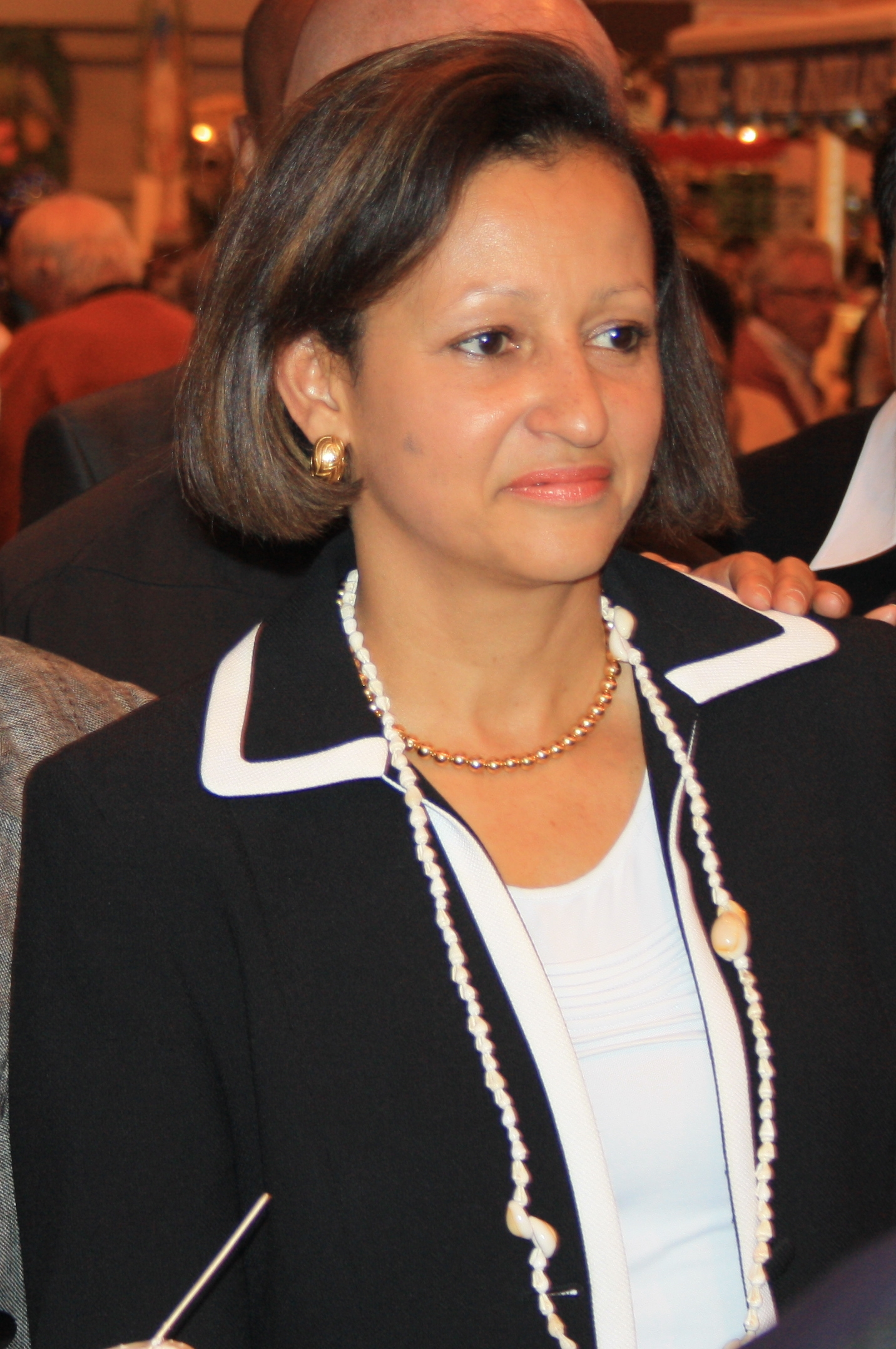
Marie-Luce Penchard à la Foire de Paris (2011).

Marie-Luce Penchard est nommée secrétaire d'État à l'Outre-mer lors du remaniement du gouvernement Fillon II, le 23 juin 2009, en remplacement d'Yves Jégo. Rompant avec la tradition en la matière, elle est présentée comme la première ultramarine à occuper cette fonction, bien que Gratien Candace (lui-même ultramarin et député de la Guadeloupe) ait été, de 1932 à 1933, sous-secrétaire d'État aux Colonies. Sa nomination entraîne aussitôt la démission de l'UMP de la députée Gabrielle Louis-Carabin, pour qui Marie-Luce Penchard serait « pire que sa mère ».
Du 25 au 26 juin 2009, Marie-Luce Penchard accompagne le président de la République Nicolas Sarkozy en Martinique (il y annonce la tenue d'un référendum) et en Guadeloupe, où ils assistent aux états généraux de l'Outre-mer.
Le 6 novembre 2009, Marie-Luce Penchard est nommée ministre chargée de l'Outre-mer auprès du ministre de l'Intérieur, de l'Outre-mer et des Collectivités territoriales, à la suite du premier conseil interministériel de l'Outre-mer. Nicolas Sarkozy souligne alors que « c'est une évolution institutionnelle souhaitable, mais c'est aussi la reconnaissance personnelle de l'excellent travail de Marie-Luce au sein de ce gouvernement », évoquant un « binôme efficace » entre la « fille de Lucette Michaux-Chevry » et son ministre de tutelle.
En février 2010, lors d'un meeting en Guadeloupe, elle déclare : « je n'ai envie de servir qu'une population, c'est la population guadeloupéenne […]. Et ça me ferait mal de voir cette manne financière quitter la Guadeloupe au bénéfice de la Guyane, au bénéfice de La Réunion, au bénéfice de la Martinique ». Sa préférence affichée pour son île d'origine au détriment des autres collectivités d'outre-mer suscite la polémique, plusieurs élus de la majorité comme de l'opposition réclamant son départ du gouvernement,.

### Élue guadeloupéenne
Lors des élections régionales de 2010 en Guadeloupe, elle figure en deuxième position sur la liste de la majorité présidentielle, qui recueille 14 % des voix. Elle est élue conseillère régionale. Après cette défaite en Guadeloupe, seule région où la gauche l'emporte dès le premier tour, elle reproche son score à son prédécesseur à l'Outre-mer, Yves Jégo, qui lui rétorque qu'il n'a « pas l'intention d'endosser l'échec d'une ex-collaboratrice ».
Candidate aux élections législatives de 2012 dans la quatrième circonscription de la Guadeloupe (dont sa mère est la députée de 1988 à 1993), elle est largement battue au premier tour par son successeur au ministère de l'Outre-mer, le député sortant socialiste Victorin Lurel, avec 22,9 % des suffrages exprimés contre 67,2 % à son adversaire.
Lors des élections municipales de 2014 en Guadeloupe, elle figure en troisième position sur la liste UMP de la maire sortante de Basse-Terre, sa mère Lucette Michaux-Chevry. Cette liste recueille 56,4 % des voix au premier tour en devançant le candidat du Parti socialiste, André Atallah, qui obtient 24,6 % des voix. Réélue maire, Lucette Michaux-Chevry démissionne peu après son élection à la tête de la CASBT ; le 16 mai 2014, Marie-Luce Penchard succède à sa mère à la mairie de Basse-Terre.
Figurant en deuxième position sur la liste d'Ary Chalus aux élections régionales de 2015, elle est élue deuxième vice-présidente du conseil régional de la Guadeloupe, chargée des affaires européennes, de la coopération et de l'Université le 18 décembre 2015, après la victoire de celui-ci.
Elle soutient Alain Juppé pour la primaire présidentielle des Républicains de 2016.
Selon le site Mediapart, elle aurait rallié le parti présidentiel, La République en marche (LREM). La liste qu'elle conduit pour les élections municipales de 2020 à Basse-Terre est toutefois enregistrée sous la nuance « divers droite » par le ministère de l'Intérieur, tandis que le parti Les Républicains investit une autre liste. Arrivée en deuxième position lors du premier tour, elle est battue par le socialiste André Atallah le 28 juin 2020, sa liste recueillant 45,7 % des suffrages exprimés,.
Lors des élections régionales de 2021 en Guadeloupe, elle figure à nouveau en deuxième position sur la liste d'Ary Chalus, ce qui lui permet d'être réélue vice-présidente du conseil régional le 2 juillet 2021, cette liste ayant obtenu 72,4 % des suffrages exprimés au second tour de scrutin.
Candidate aux élections législatives de 2022 dans la quatrième circonscription de la Guadeloupe, elle est investie par Guadeloupe unie, solidaire et responsable (GUSR) et reçoit le soutien de la majorité présidentielle d'Emmanuel Macron. Elle plaide pendant la campagne pour la constitution d'un groupe ultramarin au sein de l'Assemblée nationale. Elle est en ballottage défavorable à l'issue du premier tour avec 19,9 % des suffrages exprimés, derrière le candidat socialiste Élie Califer (38,6 %). Deux jours plus tard, elle annonce son retrait du second tour, estimant « que les conditions n'étaient plus réunies pour continuer l'aventure en maintenant [sa] candidature au deuxième tour »,.

## Affaires judiciaires
En janvier 2019, dans le cadre d'une affaire de détournement de fonds présumé, Marie-Luce Penchard est placée en garde à vue avec sa mère et son fils, Alexandre Penchard.
Elle est à nouveau gardée à vue en octobre 2019, tout comme Ary Chalus, président de la région. Ils sont entendus à propos de Pascal Averne, ancien directeur de cabinet de Marie-Luce Penchard à la mairie de Basse-Terre mais également et simultanément inspecteur général des services au conseil régional de la Guadeloupe, présidé par Ary Chalus, concernant un soupçon d'emploi fictif quant à ce second poste. Leur garde à vue est levée dans la journée.

## Synthèse des résultats électoraux

### Élections législatives
| Année | Parti | Parti | Circonscription     | 1er tour | 1er tour | 1er tour | 2d tour | 2d tour | 2d tour | Issue  |
| Année | Parti | Parti | Circonscription     | Voix     | %        | Rang     | Voix    | %       | Rang    | Issue  |
| ----- | ----- | ----- | ------------------- | -------- | -------- | -------- | ------- | ------- | ------- | ------ |
| 2012  |       | UMP   | 4e de la Guadeloupe | 6 188    | 22,9     | 2e       |         |         |         | Battue |
| 2022  |       | DVC   | 4e de la Guadeloupe | 3 154    | 19,9     | 2e       | Retrait | Retrait | Retrait | Battue |

### Élections européennes
| Année | Parti | Parti | Circonscription | Voix    | %    | Rang | Sièges obtenus |
| ----- | ----- | ----- | --------------- | ------- | ---- | ---- | -------------- |
| 2009  |       | UMP   | Outre-Mer       | 103 247 | 29,7 | 1re  | 1 / 3          |

### Élections municipales
Les résultats ci-dessous concernent uniquement les élections où elle est tête de liste.
| Année | Parti | Parti | Commune     | 1er tour | 1er tour | 1er tour | 2d tour | 2d tour | 2d tour | Sièges obtenus |
| Année | Parti | Parti | Commune     | Voix     | %        | Rang     | Voix    | %       | Rang    | Sièges obtenus |
| ----- | ----- | ----- | ----------- | -------- | -------- | -------- | ------- | ------- | ------- | -------------- |
| 2020  |       | DVD   | Basse-Terre | 1 124    | 31,4     | 2e       | 2 182   | 45,7    | 2e      | 7 / 33         |

## Distinctions
Marie-Luce Penchard est nommée au grade de commandeur de l'ordre du Mérite maritime de plein droit en tant que membre du conseil de l'ordre du Mérite maritime,.
En tant qu'ancienne secrétaire d'État puis ministre chargée de l'Outre-mer, elle est titulaire de l'échelon or de la médaille d'honneur de l'engagement ultramarin créée en 2022.